# Ancelle del Sacro Cuore di Gesù (Versailles)

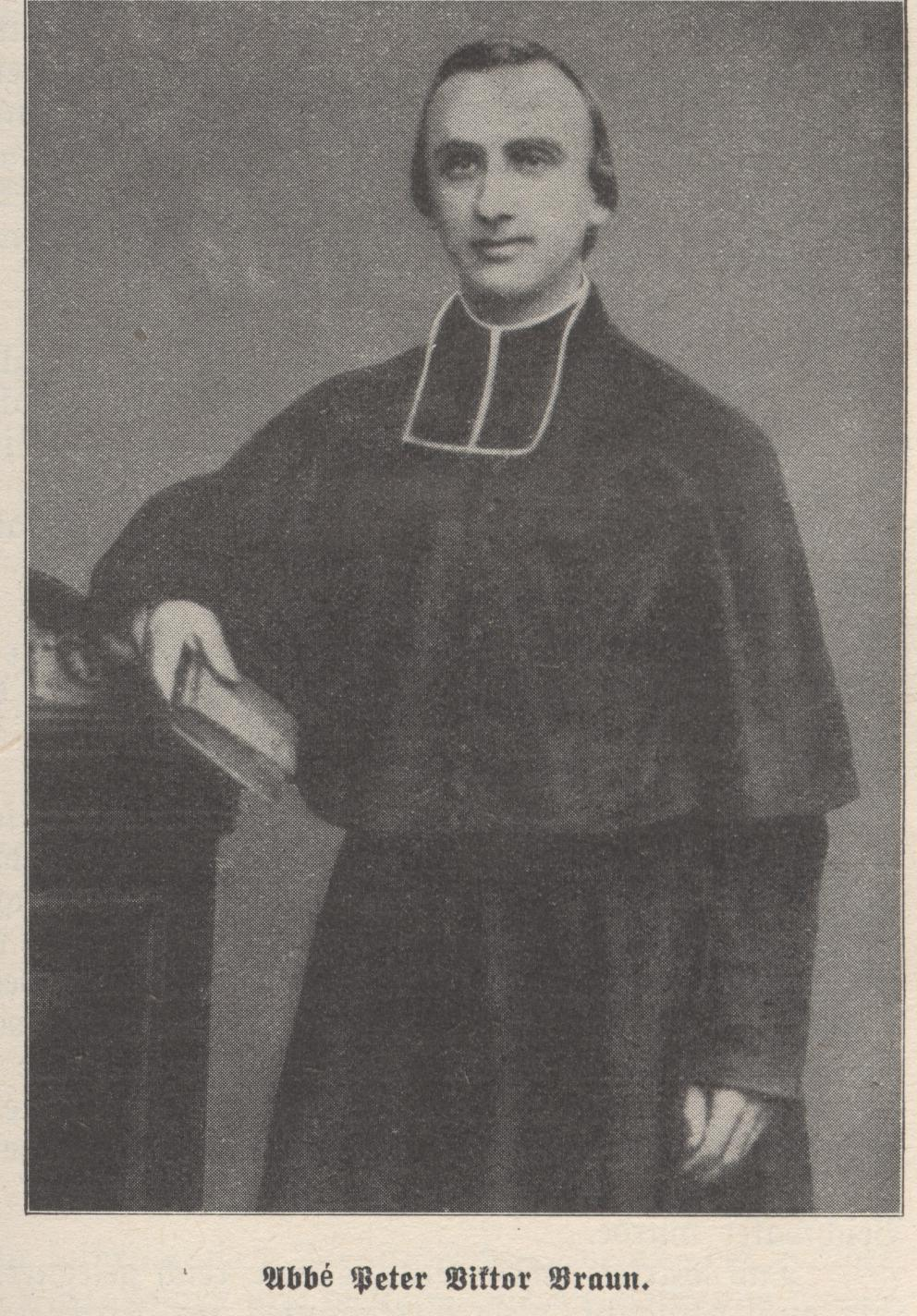
Viktor Braun, fondatore dell'istituto

Le Ancelle del Sacro Cuore di Gesù (in francese Servantes du Sacré-Coeur de Jésus) sono un istituto religioso femminile di diritto pontificio: le suore di questa congregazione pospongono al loro nome la sigla S.S.C.J.

## Storia
La congregazione sorse in Francia per fornire assistenza alle giovani che si trasferivano nella capitale dalle zone rurali dell'Alsazia e della Lorena per cercare lavoro come domestiche: fu fondata a Parigi il 17 ottobre 1866 dal sacerdote Viktor Braun con la collaborazione di alcune sue penitenti.
Dopo vari trasferimenti, nel 1885 la casa-madre fu fissata a Versailles.
L'istituto si sviluppò rapidamente: a partire dal 1870 furono erette case anche in Inghilterra e a Vienna, ma i rami britannico e austriaco si resero presto indipendenti. Nel 1954 furono fondate le prime missioni in Guinea.
La congregazione ricevette il pontificio decreto di lode il 29 marzo 1899 e le sue costituzioni furono approvate definitivamente il 1º maggio 1934.

## Attività e diffusione
Le Ancelle del Sacro Cuore di Gesù si dedicano all'assistenza alle giovani e alla cura di orfani e malati.
Oltre che in Francia, le suore sono presenti in Belgio, Costa d'Avorio, Mali e Niger; la sede generalizia è a Versailles.
Alla fine del 2011 la congregazione contava 125 religiose in 12 case.